# Falmouth (Kentucky)
Falmouth es una ciudad ubicada en el condado de Pendleton en el estado estadounidense de Kentucky. En el Censo de 2010 tenía una población de 2169 habitantes y una densidad poblacional de 790,05 personas por km².

## Geografía
Falmouth se encuentra ubicada en las coordenadas 38°40′18″N 84°19′59″O / 38.67167, -84.33306. Según la Oficina del Censo de los Estados Unidos, Falmouth tiene una superficie total de 2.75 km², de la cual 2.73 km² corresponden a tierra firme y (0.57%) 0.02 km² es agua.

## Demografía
Según el censo de 2010, había 2169 personas residiendo en Falmouth. La densidad de población era de 790,05 hab./km². De los 2169 habitantes, Falmouth estaba compuesto por el 97.23% blancos, el 1.06% eran afroamericanos, el 0.23% eran amerindios, el 0% eran asiáticos, el 0.05% eran isleños del Pacífico, el 0.18% eran de otras razas y el 1.24% pertenecían a dos o más razas. Del total de la población el 1.2% eran hispanos o latinos de cualquier raza.